# آيك موريز
إيك موريز (من مواليد 14 مايو 1972) والمعروف باسم آيك موريز، هو مغني وكاتب أغاني وموسيقي ومنتج وممثل ألماني جنوب أفريقي، أصدر 20 ألبومًا في أنواع مختلفة من الموسيقي مثل إيندي روك، بوب، الرقص، اللاتينية، البلوز، الجاز،و السوينغ.